# Brasilocerus wygodzinskyi
Brasilocerus wygodzinskyi är en skalbaggsart som beskrevs av Wittmer 1976. Brasilocerus wygodzinskyi ingår i släktet Brasilocerus och familjen Phengodidae. Inga underarter finns listade i Catalogue of Life.